# Lagenocarpus rigidus
Lagenocarpus rigidus är en halvgräsart som först beskrevs av Carl Sigismund Kunth, och fick sitt nu gällande namn av Christian Gottfried Daniel Nees von Esenbeck. Lagenocarpus rigidus ingår i släktet Lagenocarpus och familjen halvgräs.

## Underarter
Arten delas in i följande underarter:
- L. r. rigidus
- L. r. tenuifolius

## Bildgalleri

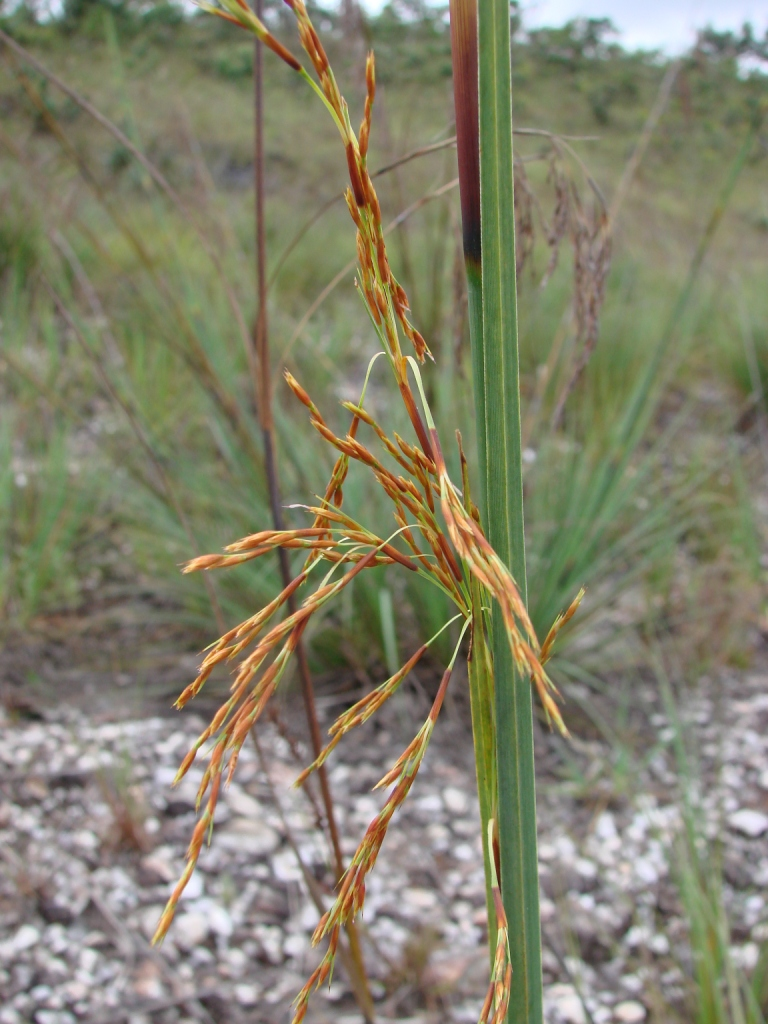